# David Strassman
David "Dave" Strassman (sinh ngày 6/9/1957) là một diễn viên nói tiếng bụng, diễn viên tấu hài, diễn viên điện ảnh. Anh được biết đến với khả năng nói tiếng bụng với diễn xuất cùng Chuck Wood và Ted E. Bare.

## Thời trẻ
lifeDavid Strassman con trai thứ hai trong gia đình bốn con, sinh ngày 06/9/1957, anh sinh ra và lớn lên ở Los Angeles, California. Tiến sĩ Harvey cha của ông D. Strassman (19/9/1922 - 3/1/2011, sinh ra ở Chicago) Là một bác sĩ tâm thần và nhà học thuật y tế. Mẹ ông là bà Marjorie Mae Bell (16/12/1926 - 4/7/1999, sinh ra ở Colorado) một y tá. Strassman Sống ở Tây Los Angeles cho đến khi 8 tuổi, khi gia đình của ông chuyển đến Monterey Hills của Nam Pasadena.

## Sự nghiệp
Sau một chuyến viếng thăm lâu đài phép thuật tại Hollywood, California, Dave xin cha mình mua một số đồ chơi các trò ma thuật chuyên nghiệp, dẫn đến việc anh quan tâm đến phép thuật và thuật nói bằng bụng. Anh đã biểu diễn cho trẻ em trong khu dân cư địa phương lịch sử. Dave bắt đầu học thuật nói bằng bụng ở trường trung học cơ sở nơi tôi đã tiến hành thuật nói bằng bụng như là một thay thế lớp tự chọn, dạy trẻ em địa phương máy chủ của truyền hình Chicago Steve Horowitz.